# John Butrovich

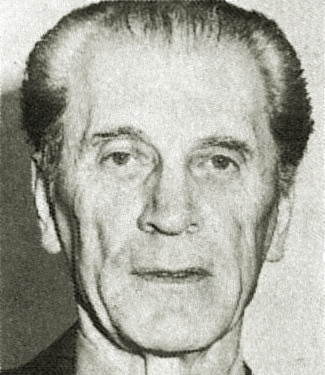
John Butrovich

John Butrovich, Jr. (* 22. März 1910 in Fairbanks, Alaska; † 3. Juni 1997 ebenda) war ein US-amerikanischer Politiker der Republikanischen Partei, der unter anderem bei der Wahl am 25. November 1958 Kandidat der Republikaner für das Amt des Gouverneurs von Alaska sowie zwischen 1967 und 1968 Präsident des Senats von Alaska war.

## Leben
John Butrovich, Jr. absolvierte nach der High School in Fairbanks ein Studium am Washington State College sowie an der University of Alaska Fairbanks (UAF). Im Anschluss war er zunächst als Gebietsverkaufsleiter der Standard Oil Company of California in Alaska tätig, ehe er als Gründer der Alaska Insurance Agency Unternehmer in der Versicherungswirtschaft in Fairbanks wurde. Er begann zudem sein Engagement für die Republikanische Partei in der Kommunalpolitik und war Mitglied des Stadtrates von Fairbanks sowie Mitglied des Versorgungsausschusses. 1945 wurde er zum Mitglied des Senats des Alaska-Territoriums gewählt und vertrat auch dort bis 1958 den Wahlkreis 4th District. 
Nach der Erarbeitung der Verfassung von Alaska, die am 4. April 1956 ratifiziert wurde und mit der Aufnahme Alaskas in die USA als US-Bundesstaat am 3. Januar 1959 in Kraft trat, war er bei der Wahl am 25. November 1958 Kandidat der Republikaner für das Amt des Gouverneurs von Alaska. Bei der Wahl erhielt er 19.299	Stimmen (39,41 Prozent) und unterlag damit William Allen Egan von der Demokratischen Partei, auf den 29.189 Stimmen (59,61 Prozent) entfielen.
1963 wurde Butrovich Mitglied des Senats von Alaska, des Oberhauses der Alaska Legislature, und gehörte diesem bis 1978 an. 1967 wurde er Nachfolger von Bob McNealy als Präsident des Senats und bekleidete dieses Amt bis 1968, woraufhin sein Parteifreund Brad Phillips ihn ablöste. Er war ferner Mitglied der Handelskammer von Alaska und engagierte sich als Mitglied der 1868 gegründeten Bruderschaft Benevolent and Protective Order of Elks sowie der 1907 gegründeten Bruderschaft Pioneers of Alaska. Er wurde 1980 zum Alaskan of the Year ernannt und erhielt einen Ehren-Doktortitel der University of Alaska. Das Butrovich Building, ein Gebäude auf dem Campus der University of Alaska Fairbanks, in dem die landesweite Verwaltung der University of Alaska untergebracht ist, ist nach ihm benannt. Aus seiner Ehe mit Grace Marguerite Meggitt ging ein Kind hervor.